# فيكتوري رود 2009
فيكتوري رود (2009) كان مصارعة المحترفين الدفع لكل عرض (PPV) الحدث التي انتجته توتال نون ستوب اكشن (TNA)، الذي كان يوم الاحد في 19 يوليو 2009 في TNA أمباكت زون في أورلاندو ، فلوريدا. كان هذا هو الحدث الخامس من سلسلة عروض فيكتوري رود، وتم اختياره كأسوأ عرض مصارعة خلال العام من قبل مجلة المصارعة الإخبارية WON.
في أكتوبر 2017، مع إطلاق شبكة اتحاد TNA Global Wrestling Network ، أصبح الحدث متاحًا للبث حسب الطلب.

## قصص العداوات
شهد عرض فيكتوري رود تسع مباريات مصارعة محترفة تضمنت مصارعين مختلفين من عدواري وقصص كتابية موجودة مسبقًا. صور المصارعون الأشرار والأبطال أو الشخصيات الأقل تميزًا في الأحداث النصية التي تسببت في التوتر وتوجت بمباراة مصارعة أو سلسلة من المباريات.
في عرض سلامي فرسري 2009، العرض الشهري السابق لـ TNA، فاز كيرت انجل ببطولة TNA العالم للوزن الثقيل، ثم استعاد منصبه كزعيم للتحالف الشرير، الماين ايفنت مافيا. قرر البطل السابق والمدير التنفيذي في الشركة، ميك فولي، الحصول على مباراة الإعادة للحصول على اللقب في عرض فيكتوري رود لكنه فشل.
لإرضاء انجل في الحصول على مباراته، قدم فولي أيضًا لعضو عصابة الماين ايفنت المافيا الجديد، كيفن ناش، مباراة علي بطولة بطولة التي ان ايه الاساطير ضد ايه جي ستايلز؛ كما أنه اعطي فرصة لاثنين من أعضاء المافيا بوكر تي وسكوت شتاينر لتحدي فريق بير موني ، إنك (روبرت رود وجيمس ستورم) علي بطولة التي ان ايه للفرق، والتي قاموا حصلوا على فرصتهم بعد فوزهم على فريق ثري دي (الاخ ديفون والاخ راي).
بعد أن سمح انجل بالفوز ببطولة TNA العالم للوزن الثقيل في عرض سلامي فرسري، تم طرد ساموا جو من الماين ايفنت مافيا على حساب زعيمها السابق، ستينج، والذي مثله المافيا الذي هزم على ستينج من عرض الامباكت! بعد العرض. بعد أسابيع من المواجهة بين جو وستينج، تم الإعلان عنها في حلقة الامباكت!9 يوليو أن الاثنين سيواجهان بعضهما البعض في عرض فيكتوري رود 2009
كان ابيس يذهب لطبيبًا نفسيًا لعدة أشهر في صورة الدكتور ستيفي في محاولة للتغلب على رغباته السادية؛ ظهر في النهاية أن ستيفي كان يعتدي جسديًا وعقليًا على مريضه ويسيطر عليه بالصاعق والعقاقير، وفي النهاية يقوم بتجنيد زملاء له (ريفين ودافني) لمساعدته في السيطرة على ابيس بطريقة مماثلة، فضلاً عن تهديد اهتمام ابيس بمحبته، المذيعة لورين بروك. استمر في استفزازه، وفي حلقة 16 يوليو من الامباكت! ، أعلن أن الوحش ابيس سيواجه ستيفي.

## استقبال
صنفت النشرة الإخبارية للمصارعة عرض فيكتوري رود أسوأ عرض مصارعة رئيسي لعام 2009. وقال برايان ألفاريز، المسؤول عن الموقع في فوربل ويكلي، في عددها الصادر في 20 يوليو 2009 من برنامج The Bryan and Vinny Show ، إنه لا يستطيع تقييم أي مباراة فوق نجمين ونصف، وكان ينتقد كيف انتهت المباراة بين بير موني مقابل. بوكر تي وسكوت شتاينر معتبرة أن الحكم إيرل هبنر يجب ألا يكون قادرًا على الدخول الي الحلبة أسرع من جيمس ستورم. أنقذ ألفاريز انتقاداته القاسية لمباراة جينا / شارميل. لم يقتصر الأمر على منحها تصنيفًا ناقصًا من فئة الخمس نجوم ووصفها بأنها أسوأ مباراة نساء شاهدها على الإطلاق، بل إنه لم يستطع تذكر آخر مرة قام فيها بذلك لأنه منذ زمن طويل لم يشاهد مباراة بهذا الشكل السيء. 

## النتائج
الادلا.النتائج مرات أنجلينا لوف (مع ماديسون راين وفيلفيتسكاي) هزمت تارا (ب)
| 1                    | مباراة الفردية علي بطولة TNA النوك اوتس ‏                                                                   | 07:02                                          |       |
| 2                    | مات مورغان هزم كريستوفر دانيلز                                                                             | مباراة فردية                                   | 10:31 |
| 3                    | ابيس هزم الدكتور ستيفي                                                                                     | مباراة no DQ                                   | 09:51 |
| 4                    | فريق ثري دي (الاخ ديفون والاخ راي) (ب) هزموا فريق بريتش انفيشن ‏ (بروتس ماجنوس ‏ ودوغ واليامز) (مع روب تيري) | مباراة فرق علي بطولة IWGP للفرق                | 10:16 |
| 5                    | جينا موراسكا ‏ (مع أهيبي كونج) هزمت شارميل (مع سوجورنور بولت)                                               | مباراة فردية                                   | 05:49 |
| 6                    | كيفن ناش هزم اي جي ستايلز (ب)                                                                              | مباراة فردية علي بطولة TNA الاساطير            | 14:07 |
| 7                    | الماين ايفنت المافيا (بوكر تي وسكوت ستاينر) هزموا فريق بير موني .انك (جيمس ستورم وروبرت رود) (ب)           | مباراة فرق علي بطولة TNAللفرق ‏                 | 00:29 |
| 8                    | ساموا جو هزم ستينج بالاخضاع                                                                                | مباراة فردية                                   | 11:36 |
| الحدث الرئيسي        | كورت أنجل (ب) هزم ميك فولي عن طريق الاخضاع                                                                 | مباراة فردية علي بطولة TNA العالم للوزن الثقيل | 14:06 |
| - (ب) - يشير إلى بطل | |                                                |       |

## روابط خارجية
- فيكتوري رود 2009 على موقع IMDb (الإنجليزية)
- فيكتوري رود 2009 على موقع كينوبويسك (الروسية)

- TNAwrestling.com (الموقع الرسمي لمصارعة TNA)
- TNAVictoryRoad.com (الموقع الرسمي لـ TNA المصارعة «طريق النصر» الدفع لكل عرض)